# Bosque de Dean

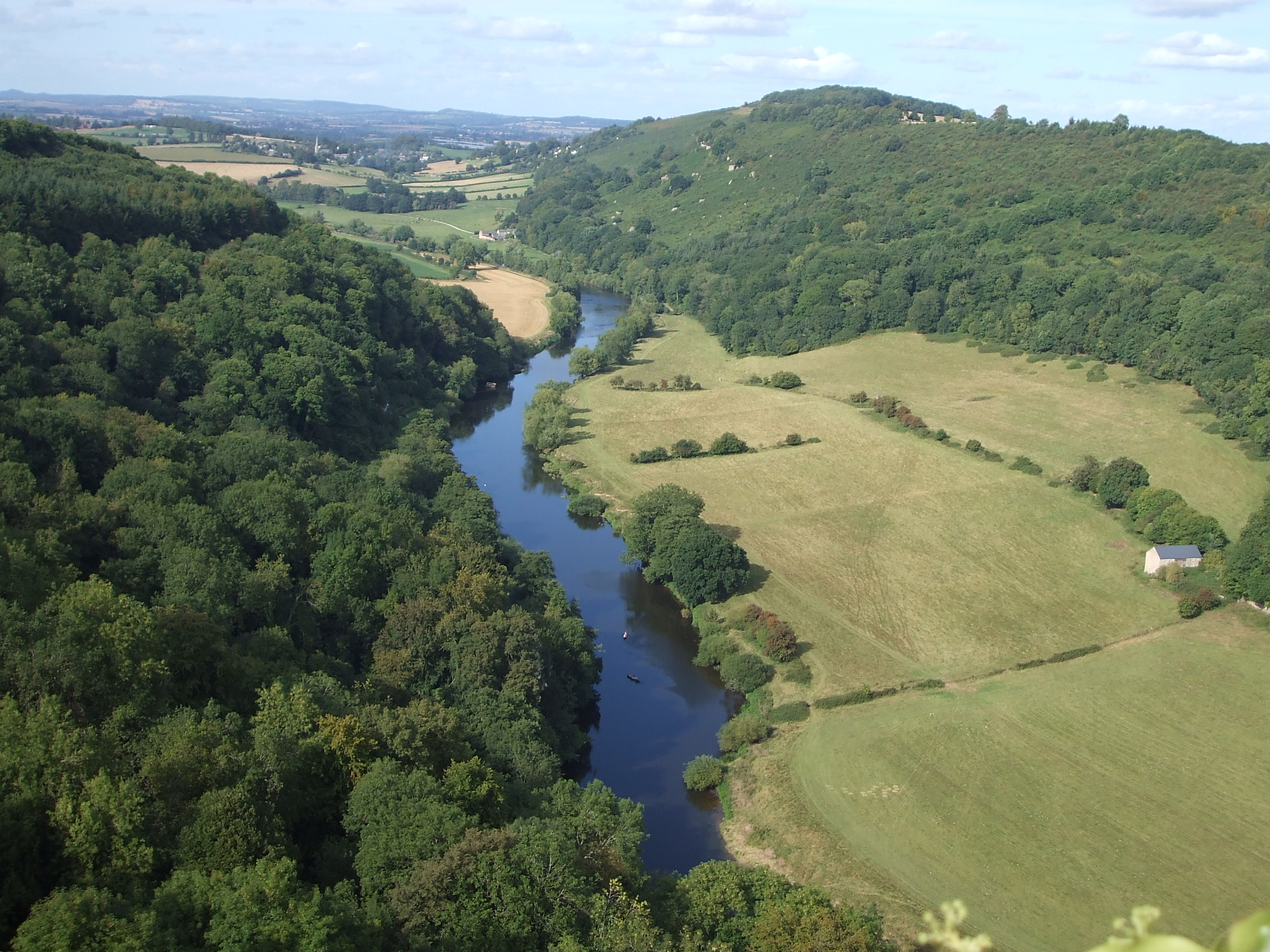
Vista norte hacia Ross-on-Wye desde Symonds Yat Rock, un lugar turístico popular

El Bosque  de Dean es una región geográfica, histórica y cultural situada en el oeste del condado de Gloucestershire, en Inglaterra. Tiene la forma aproximada de una meseta triangular delimitada por el río Wye al oeste y noroeste, Herefordshire al norte, el río Severn al sur, y la ciudad de Gloucester al este.
El área cuenta con más de 110 km², uno de los bosques más antiguos del país. Una gran zona estuvo reservada para la caza real desde antes de 1066 y continuó siguiendo el segundo mayor bosque de la corona, siendo New Forest el mayor. Aunque su nombre se utiliza de manera general para referirse a la parte de Gloucestershire entre el Severn y el Wye, el Bosque de Dean propiamente dicho ocupa una extensión mucho menor, ya desde tiempos medievales. En 1327 cubría únicamente la hacienda real y partes de las parroquias del hundred de St Briavels, y, a partir de 1668, únicamente la hacienda real. Se encuadra dentro de las parroquias civiles de West Dean, Lydbrook, Cinderford, Ruspidge, y Drybrook, junto con una franja de tierra en la parroquia de English Bicknor.
Tradicionalmente, las principales ocupaciones en la zona han sido las forestales - incluyendo la producción de carbón vegetal - la metalurgia y la minería de carbón. Estudios arqueológicos han datado el uso más antiguo del carbón en la época romana para calefacción y procesos industriales como la preparación de fraguas.
El área da su nombre a un distrito local, el distrito del Bosque de Dean, y a una circunscripción electoral, extendiéndose ambas por territorios muchos más amplios que el bosque histórico. El centro administrativo es Coleford, una de las principales poblaciones de la zona junto con Cinderford y Lydney.

## Geología
El Bosque de Dean está formado por una llanura elevada de rocas paleozoicas plegadas durante la Orogenia varisca, similar a los campos de carbón del sur de Gales. La capa inferior del subsuelo está formada por grandes capas de Old Red Sandstone, la llanura está formada por caliza y arenisca del carbonífero, lo que ha contribuido a la historia industrial de la región. Su punto más alto es Ruardean Hill (290 m).

## Etimología
Los orígenes del nombre son objeto de debate. La prevalencia de nombres de lugar galeses en la zona sugieren una posible corrupción de (colina-fuerte). Sin embargo, elementos similares del inglés antiguo existen en Inglaterra.
Giraldus Cambrensis, que escribió en el siglo XII, llama a esta zona Danubia que se puede traducir como "tierra de los Danes" por los asentamientos vikingos de la época. Es posible que el nombre original Dene se desarrollara a partir de ahí.

## Historia

### Prehistoria y romanización
El Bosque de Dean registra ocupación humana desde la época mesolítica, y hay restos de monumentos megalíticos, incluyendo Longstone cerca de Staunton y Broadstone en Wibdon, Stroat. Igualmente, se han identificado túmulos en Tidenham y Blakeney. Sistemas agrícolas de la Edad del Bronce han podido ser identificados en Welshbury Hill cerca de Littledean, y existen castros de la Edad del Hierro en Symonds Yat y Welshbury. Se han encontrado evidencias arqueológicas de comercio marítimo, probablemente a través de Lydney. Antes de la época romana, el área pudo haber sido ocupada por la tribu britana de los Dobunni, aunque se han encontrado pocas de sus monedas han sido encontradas, por lo que el dominio del territorio puede haber estado disputado con la vecina tribu de los siluros.
Los romanos ocuparon estas tierras en torno al año 50, atraídos por sus recursos naturales, que incluían mineral de hierro, hematita y carbón vegetal. La industria de la minería de carbón probablemente también funcionó, aunque a pequeña escala. El área estaba gobernada desde la ciudad romana de Ariconium en Weston under Penyard cerca de Ross-on-Wye, y se construyó una carretera que comunicaba Ariconium con Newnham on Severn y el puerto de Lydney. La "Carretera de Dean", aún visible en Soudley, se trata de una reconstrucción medieval de esta calzada romana, y habría sido una importante ruta de transporte para el mineral de hierro y los productos de la metalurgia. Durante la época romana, existieron Villas en Blakeney, Woolaston y otros lugares, y hacia el final del periodo romano, en torno al año 370, un gran templo romano dedicado al dios Nodens fue edificado en Lydney. Se cree que el centro del bosque estuvieron vedadas a la caza desde la época romana.

### Edad Media

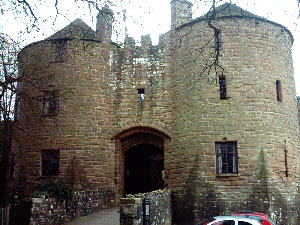
Castillo de St. Briavels

La historia de esta parte de Inglaterra es oscura durante los siglos que siguieron al fin del dominio romano en Britania, los llamados Años oscuros, aunque pudo haber formado parte, en diferentes momentos de los reinos galeses de Gwent y Ergyng, ya que las penínsulas de Beachley y Lancaut permanecieron bajo control galés al menos hasta el siglo VIII. En torno a 790, Offa, monarca anglosajón de Reino de Mercia levantó la conocida como Muralla de Offa en la frontera con los reinos galeses. El Bosque de Dean quedó entonces incluido en la diócesis de Hereford. Durante los siguientes siglos, los vikingos lanzaron numerosas razzias por el Severn hasta que en el siglo XI el reino de Wessex se convirtió en la potencia hegemónica y estableció un gobierno firme en la zona. El centro del bosque fue usado por los posteriores reyes anglosajones, y a partir de 1066, por los normandos, como coto de caza privado. El área estuvo abastecida de ciervos y jabalí y se convirtió en una importante fuente de madera, carbón vegetal, mineral de hierro y caliza.
El Hundred de St Briavels fue fundado en el siglo XII, a la vez que se comenzaron a aplicar la legislación normanda en el Bosque de Dean. El castillo de St Briavels Castle se convirtió en el centro administrativo y judicial del bosque. Se nombraron oficiales de justicia para proteger los derechos del rey, y se concedieron Bienes comunales a la población local. Se construyó la Abadía de Flaxley, a la que se otorgaron derechos y privilegios. En 1296, mineros del Hundred de St Briavels apoyaron la causa de Eduardo I de Inglaterra durante las Guerras de independencia de Escocia, minando las defensas de la ciudad escocesa de Berwick-on-Tweed en su afán por arrebatar Escocia a John Balliol, lo que el rey agradeció concediendo derechos de mina en el bosque a los mineros y sus descendientes, derechos que aún están vigentes hoy en día. En aquella época, las actividades mineras se centraban sobre todo en el hierro, aunque la presencia de carbón era bien conocida desde la época romana.

### Edad Moderna

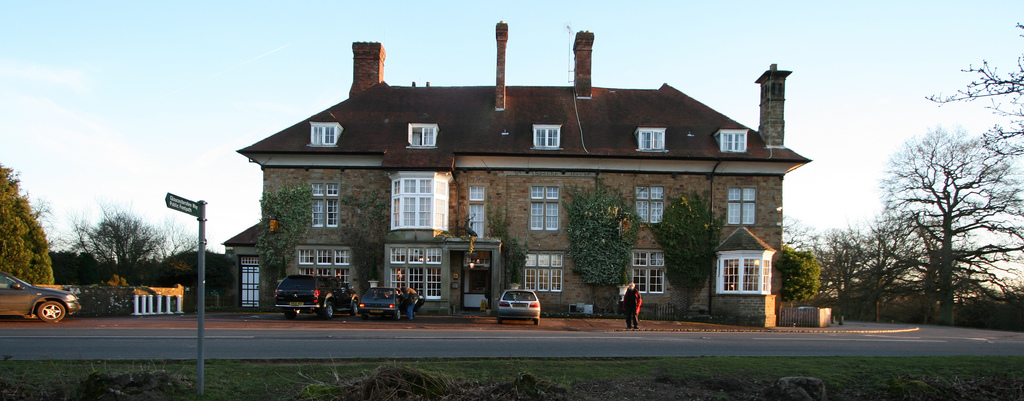
Speech House

Durante la era Tudor, el bosque fue utilizado exclusivamente como coto de caza real por la corona y, por tanto, como una fuente de alimento para la corte. Continuó la explotación de sus depósitos de hierro y de la madera de sus bosques.
Cuando comenzó el Reinado Personal de Carlos I, trató de aliviar las finanzas reales a través de concesiones de tierras de los bosques reales. Alrededor de 3000 acres del Bosque de Dean fueron deforestados en la década de 1620, produciéndose disturbios conocidos como Levantamiento del Oeste (1631-1632). En 1639, otros 22 000 acres fueron deforestados con 4000 de ellos yendo a parar a manos de los señores y propietarios libres como compensación. Otros 18 000 pasaron a manos de la corona y fueron vendidos a John Winter. Los disturbios se reavivaron de nuevo en 1641. Los derechos de Winter fueron anulados por el parlamento en marzo de 1642, en parte porque no llegó a pagar. Sus activos fueron embargados por apoyar a la Corona durante la Guerra Civil Inglesa. El Protectorado intentó cercar un tercio del bosque en 1657, dejando dos tercios a los Comunes. Aunque era un acuerdo relativamente generoso, provocó resistencias y en mayo de 1659 las vallas fueron derribadas y el ganado dispersado. Realistas como Edward Massey intentaron atraera los descontentos al bando de Carlos II.
Tras la restauración, John Winter consiguió recuperar sus derechos sobre el Bosque de Dean. Sin embargo, en 1668, un Acta Parlamentaria restauró la ley de bosques y en 1672 los trabajos del hierro para la corona fueron cancelados para reducir la presión minera sobre el bosque.

### SigloXVIII
En 1682 se construyó la conocida como Speech House, entre Coleford y Cinderford, para que sirviera de sede al Tribunal de Minas y "Tribunal de discursos", una especie de parlamento para que los funcionarios reales y mineros libres pudieran administrar el bosque, la caza y los recursos mineros. El Gaveller y su lugarteniente eran resonsables de la cesión de gales - zonas autorizadas para la minería - en nombre de la corona. La Speech House ha sido utilizada como taberna y hotel desde el siglo XIX.
Durante el siglo XVIII, ocupantes ilegales se establecieron en viviendas precarias en los márgenes de los bosques de la corona. En torno a 1800, estos establecimientos estaban ya desarrollados en Berry Hill y Parkend.
El Bosque de Dean, con sus enormes reservas de mineral de hierro y suministros de madera, había sido de importancia estratégica para la producción de hierro con el uso de carbón vegetal durante cientos de años. Pese a la abundancia de carbón mineral, este apenas se usaba para producir Coque y los Herreros locales eran bastante reticentes a invertir en nuevas tecnologías, pero en la última década del siglo se construyeron en la zona varios hornos alimentados con coque.

### Los disturbios del Bosque de Dean
En 1808, el Parlamento de Gran Bretaña aprobó una ley que incluía la provisión para cercar 11 000 acres de bosque maderero. Entre 1814 y 1816 se procedió a realizar todos los trabajos.[cita requerida]
En 1795 y 1801 hubo disturbios relacionados con el precio del pan. La población ya había sido golpeada por la pobreza y la situación empeoraba. Se negó su acceso a las áreas cercadas para cazar o retirar madera. En particular, perdieron sus antiguos derechos de pasto y mina.[cita requerida]
A medida que crecía el descontento, Warren James se convirtió en el líder de la revuelta contra los cercados. Los intentos para resolver la cuestión pacíficamente fracasaron y el 8 de junio de 1831, James, al frente de más de 100 forestales, derribó las vallas de Park Hill, entre Parkend y Bream. Unos 50 oficiales de la Corona, desarmados, se vieron incapaces de intervenir. El viernes, una partida de 50 soldados llegaron desde Monmouth, pero ahora eran 2000 los forestales sublevados y los soldados se retiraron a sus cuarteles. El domingo, un escuadrón de soldados fuertemente armados llegaron desde Doncaster y al día siguiente, otros 180 hombres de infantería desde Plymouth.[cita requerida] La resistencia de los rebeldes se hundió y muchos de los arrestados prefirieron trabajar levantando las vallas para librarse de las acusaciones. James fue sentenciado a muerte, pero se le conmutó por la deportación y fue enviado a la Tierra de Van Diemen (Tasmania) en octubre de 1831, para ser perdonado cinco años después, aunque nunca regresó a Inglaterra.
Los conservadores no eran muy populares en el Bosque de Dean y en el día de las elecciones de 1874, hubo desórdenes en Cindeford que culminaron con daños y saqueos en la sede del Partido Conservador y en las viviendas cercanas.[cita requerida]

### Desarrollo industrial
La explotación de los campos de carbón del Bosque de Dean se desarrolló rápidamente a comienzos del siglo XIX, con una demanda creciente desde las herrerías locales, y la construcción de los primeros ferrocarriles para transportar el carbón a los puertos locales transformó completamente el paisaje y los procedimientos utilizados para la extracción de mineral y la producción de hierro y acero.

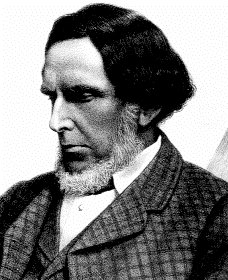
Robert Forester Mushet (1811-1891), pionero de las acerías

En 1818, David Mushet construyó Darkhill Ironworks, desde donde experimentó con la fabricación de hierro y acero. En 1845, su hijo Robert Forester Mushet, se hizo cargo del negocio. Perfeccionó el convertidor Bessemer y resolvió los problemas de calidad que ocasionaba. En un segundo momento inventó el conocido como acero Mushet (R.M.S.) en 1868. Era el primer acero para herramientas y el primer acero de enfriamiento al aire. Revolucionó el diseño de la maquinaria y el progreso de la industrial del metal, y fue el predecesor del acero rápido. Los restos de Darkhill están preservados como un Yacimiento de Arquitectura Industrial de importancia internacional y abiertos al público.
Cinderford se configuró como una ciudad planificada a mediados del siglo XIX, aunque conservó parte de su estructura de asentamiento con cabañas y cobertizos emplazados aleatoriamente. La devoción al deporte, el peso de los clubes de mineros y la formación de bandas de música proporcionaron a la zona un sentido de identidad comunitaria distintivo.
A finales del siglo XIX y comienzos del siglo XX, el bosque era un complejo industrial con minas de carbón, de hierro, herrerías y hojalaterías, fundiciones, canteras, industria química y una red de ferrocarriles. El tradicional espíritu independiente de la zona propició la aparición de pequeñas explotaciones mineras, no siempre exitosas. En 1904, la fusión de varias de las explotaciones permitió excavar minas más profundas. Durante los comienzos del siglo XX, la producción anual raramente cayó por debajo del millón de toneladas.

### Segunda mitad delsigloXX

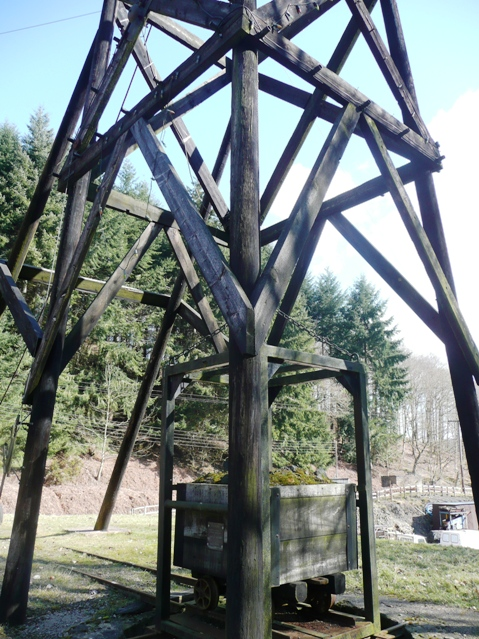
Parte de la estructura de bocamina en el Museo Hopewell Colliery.

En 1945, la mitad de la población masculina de Bosque de Dean trabajaba en la industria del carbón, pero después de la Segunda Guerra Mundial los cada vez más elevados costes y otros factores hicieron caer la rentabilidad de las explotaciones. La última mina comercial de hierro cerró en 1946, y en 1965 lo hizo la mayor carbonería, Northern United.  Aún quedan operativas pequeñas explotaciones privadas, gestionadas por mineros libres y la Hopewell Colliery está abierta al público.
Con el declive de las minas, la zona ha atravesado un periodo de cambios significativos. El panorama ha mejorado relativamente gracias a la llegada de empresas de alta tecnología, atraídas por la concesión de subvenciones y una fuerza de trabajo muy motivada.
Muchas minas han sido devoradas por el bosque y la zona se caracteriza por pintorescos escenarios salpicados por restos de la edad industrial y pequeñas aldeas. Subsisten algunas zonas industriales, pero el foco se ha puesto en capitalizar la riqueza del paisaje y crear trabajos en la industria turística. Un importante número de residentes trabajan fuera de la zona, viajando habitualmente a Gloucester, Bristol o Cardiff.